# Who the Hell is Edgar?
Chansons représentant l'Autriche au Concours Eurovision de la chanson
Halo
(2022) We Will Rave
(2024)
Who the Hell is Edgar? (« Mais c'est qui ce Edgar? » en anglais) est une chanson de Teya et Salena qui représente l'Autriche au Concours Eurovision de la chanson 2023. Elle sort le 8 mars 2023. 

## Histoire
Who the Hell is Edgar? est écrite en référence à l'auteur américain Edgar Allan Poe.

Il s'agit d'une satire de l'industrie musicale, traitant avec humour les difficultés du métier d'auteur de chansons.

La chanson a été écrite dans un camp d'écriture en Tchéquie.

## Concours Eurovision de la chanson

### Sélection interne
Teya et Salena sont annoncées le 31 janvier 2023 comme étant les représentantes de l'Autriche à l'Eurovision 2023; l'annonce en est faite sur la station de radio publique Ö3.

La chanson, intitulée Who the Hell is Edgar?, sort le 8 mars 2023.

### À l'Eurovision
Who the Hell is Edgar? participe à la seconde demi-finale, le jeudi 11 mai 2023. Présentée en 13e sur 16 chansons participantes, elle réussit à intégrer les 10 qualifiées pour la finale du samedi 13 mai. À cette occasion, elle est la première (parmi 26 chansons) à passer sur scène. Teya et Salena portent cette chanson jusqu'à la quinzième place, récoltant 104 points du jury (dont les 12 points correspondant à la première place du jury belge) et 16 points du public,.